# Jacob van den Velde
Jacob van den Velde (auch Jakob van den Velde; * 16. September 1676 in Hanau; † 28. Juli 1737 in Kassel) war ein deutscher Mediziner und Hochschullehrer.

## Leben
Van den Velde war Sohn des reformierten Predigers Hans Peter van den Velde (1640–1719). Er absolvierte das Gymnasium Hanau. Er nahm anschließend ein Studium der Medizin an der Universität Marburg auf, wechselte an die Universität Halle, an der er am 1. Juli 1700 mit der Dissertation De mercurio et medicamentis mercurialibus selectis, ad expugnandos sine salivatione morhos corporis humani rebelles zum Dr. med. promoviert wurde. Er kehrte in seine Heimatstadt zurück und wurde dort Arzt.
Van den Velde war von 1706 bis zu dessen Tod 1708 Leibarzt des Generals Friedrich Graf von Ahlefeldt. Anschließend kehrte er abermals nach Hanau zurück und wirkte weiter als Arzt. Er folgte 1710 einem Ruf als Stadtphysikus nach Worms, bevor er am 24. Januar 1714 zum ersten ordentlichen Professor an die Medizinische Fakultät der Universität Marburg berufen wurde. Seine Antrittsvorlesung hielt er am 7. Juni 1714. Er wirkte in den Bereichen Pathologie, Therapie, Physiologie sowie Arzneikunde. In den Jahren 1715, 1717, 1723 und 1729 stand er als Dekan der Medizinischen Fakultät und in den Jahren 1717 und 1726 als Rektor der Universität vor.
Van den Velde wurde am 10. März 1716 zum Leibarzt des Landgrafen Karl von Hessen-Kassel ernannt. Am 30. Oktober 1728 wurde er zum ersten Leibmedikus befördert. Dazu übersiedelte er nach Kassel und ließ seine Vorlesungstätigkeit ruhen. 1730 folgte seine Ernennung zum Hofrat.
Der Rechtswissenschaftler Cornelius van den Velde war sein Bruder.

## Werke (Auswahl)
- De mercurio et medicamentis mercurialibus selectis, ad expugnandos sine salivatione morhos corporis humani rebelles, Halle 1700.
- Diatriba Academica, Qua Doctrina Medica De Crisi, Sive Naturae Medicina, purgatur a vanitate & offuciis Dierum Criticorum: una cum Paraenesis ad Philiatros, Müller, Marburg 1717.